# 주자자오

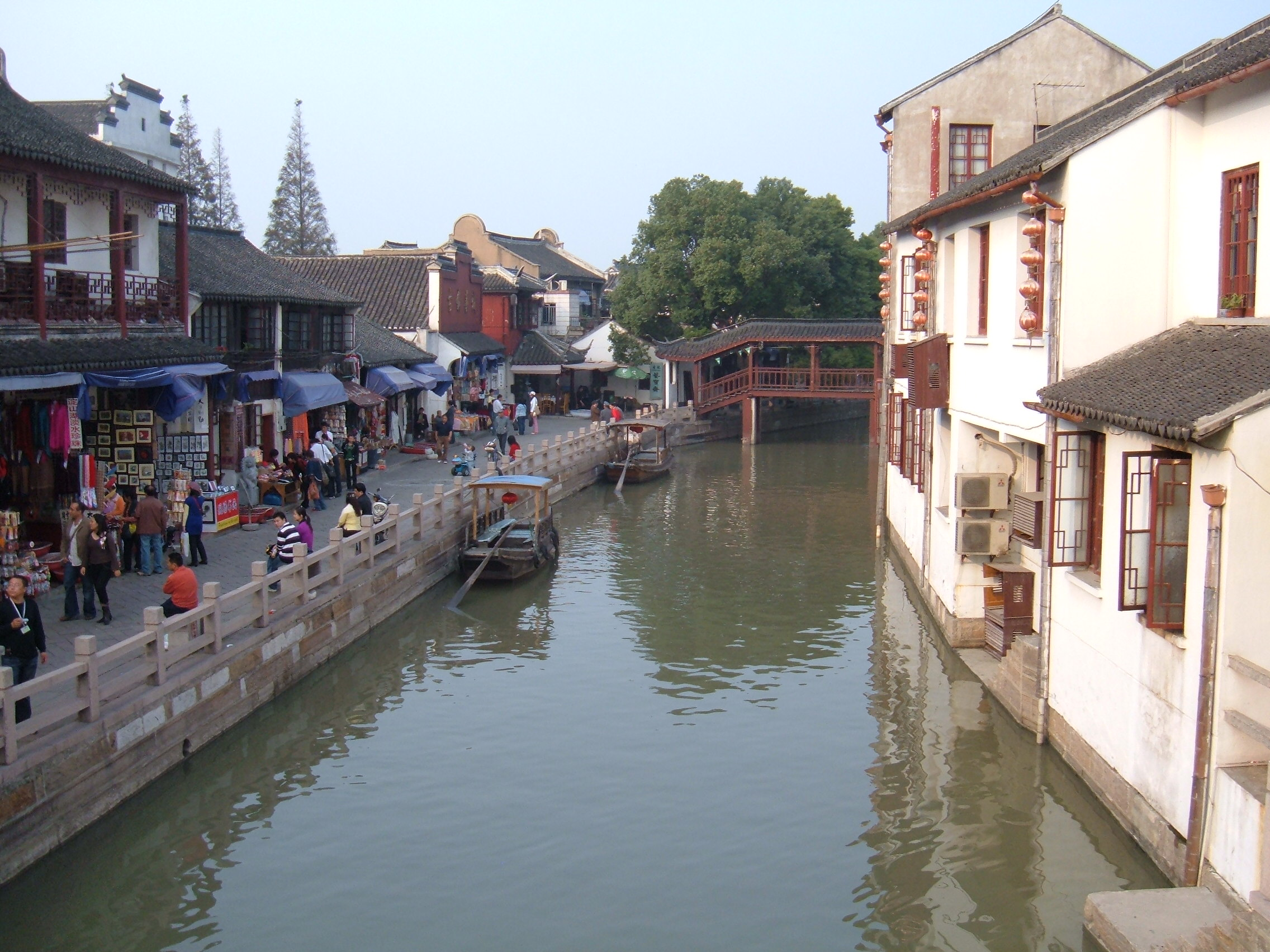
주가각

주자자오(중국어: 朱家角, 병음: Zhūjiājiǎo)는 중화인민공화국 상하이시 칭푸구 내에 자리잡고 있는 물의 도시이다. 전형적인 강남수향 고진이다. 인구는 약 66,000명이고, 주요거리는 북대가(北大街), 동정가(東井街), 서정가(西井街), 대신가(大新街), 동시가(東市街) 등이 있고 그중 북대가(北大街)는 2005년 11월에 상해 10대 휴한가(休閑街) 중의 하나로 선정되었다.

## 역사
주자자오는 송나라 대에 시장이 형성되어 명나라 대의 만력 연간(1573년~1620년)에 진(주계진, 朱溪鎭)이 되었다. 수상 교통의 요지로, 방직업이 발전하였고, 군사적 요충지인 진으로서도 근처의 북주장이나 남주장보다 훨씬 더 오랫동안 지속되었다.
2000년에 심항진(沈巷鎭)이 주자자오 진에 병합되었다.

## 지리
주자자오는 현재 행정구역 상으로는 상하이 칭푸 구 주자자오 진이다. 상하이 시내 중심에서 서쪽 편으로 약 49 km 외곽에 자리잡고 있다. 주자자오는 상하이와 쑤저우, 자싱(가흥)의 세 도시를 중심으로 할 때 중앙에 위치하고 있다. 전형적인 강남 양식의 수로와 가옥을 볼 수 있는 곳이다.

### 호수
- 전산호(澱山湖); 가장 큰 호수이다.
- 대전호(大澱湖)
- 서양전(西洋澱)
- 삼분탕(三分蕩)

### 하천
- 조항(漕港)
- 난로항(攔路港)
- 주묘하 운하(朱泖河 運河)
- 정정항(井亭港)
- 시하(市河)

### 옛 다리

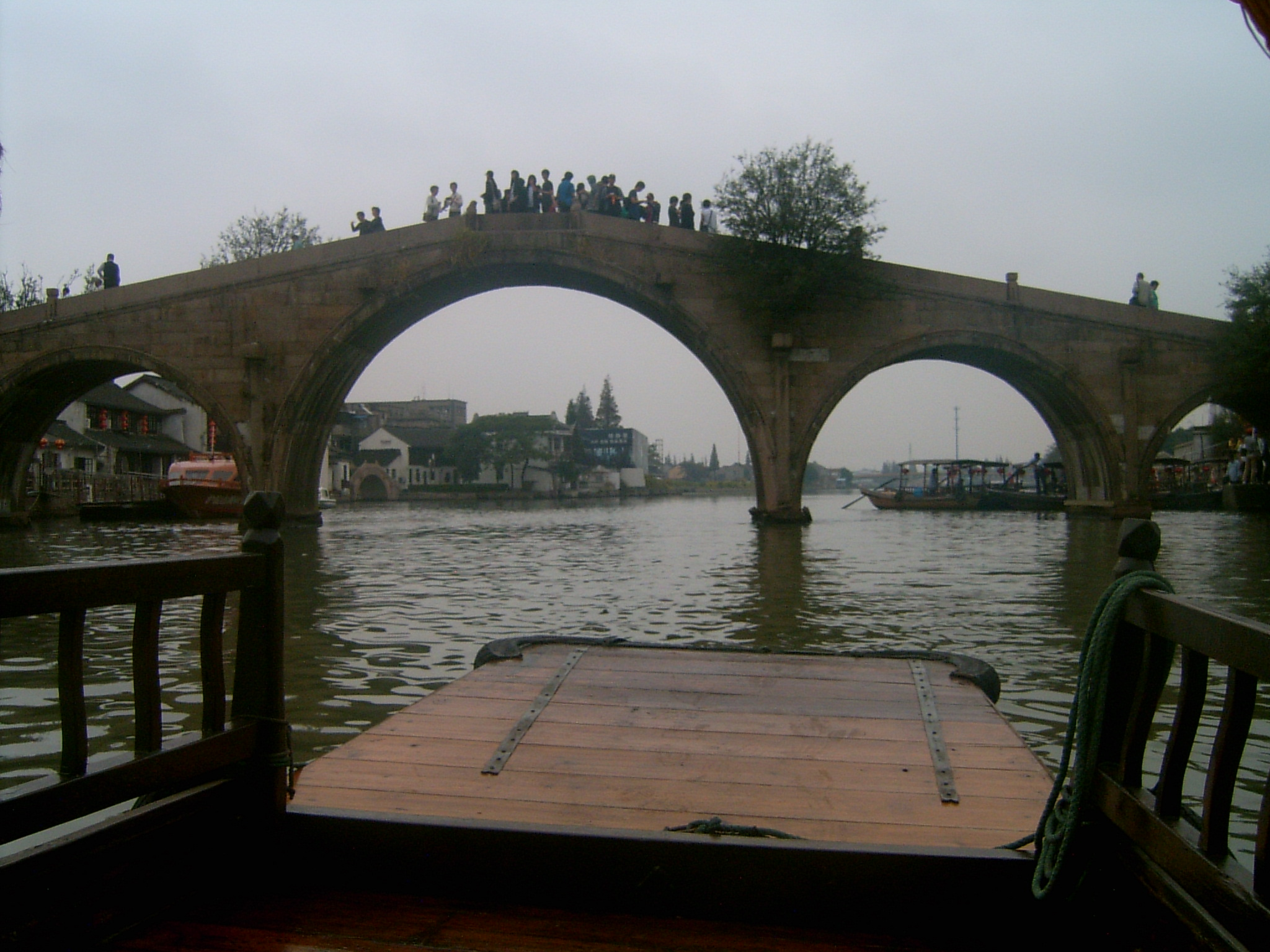
방생교

- 방생교(放生橋); 가장 유명하다.
- 진안교(泰安桥(何家桥)
- 척가교(戚家桥)
- 낭교(廊桥)
- 영풍교(咏风桥)

## 같이 보기
- 저우장